# Acid azelaic
Acidul azelaic (nume IUPAC: acid nonandioic) este un compus organic din clasa acizilor dicarboxilici cu formula HOOC-(CH2)7-COOH. Este un solid alb. Este răspândit în natură și se găsește în grâu, orz și secară. Este un precursor pentru sinteza industrială a unor compuși, precum polimeri și plastifianți, dar și utilizat pe post de component al unor produse cosmetice.